# Augochloropsis trinitatis
Augochloropsis trinitatis är en biart som först beskrevs av Cockerell 1925.  Augochloropsis trinitatis ingår i släktet Augochloropsis och familjen vägbin. Inga underarter finns listade.